# 新山オールスターズ

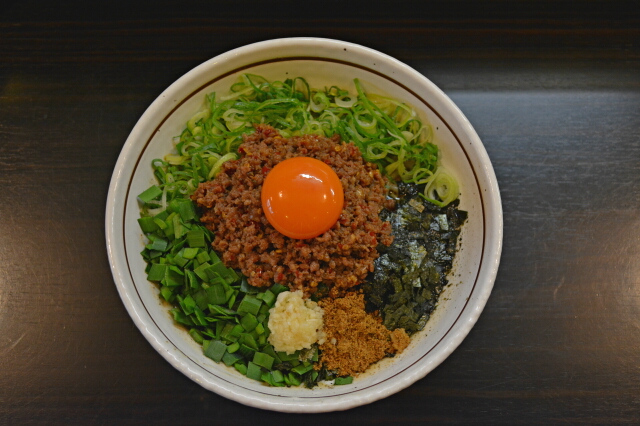
台湾まぜそば

株式会社新山オールスターズ（にいやまオールスターズ）とは、愛知県名古屋市千種区に本社を置く企業。

## 概要
台湾まぜそばの発祥とされる「麺屋はなび」をはじめ「担々麺はなび」「台湾まぜそば はなび」を運営している。2008年（平成20年）8月1日に「麺屋はなび」1号店を愛知県名古屋市中川区高畑に開店、2018年（平成30年）4月時点で直営店6店とフランチャイズ店34店の計40店を展開している。
麺屋はなび高畑本店の開店直後は塩ラーメンを主力としていた。半年程経過した頃から新商品開発に挑んだが調理に失敗し、その失敗作をアレンジして誕生したのが「台湾まぜそば」である（詳細は台湾まぜそばを参照）。台湾まぜそばはその後人気となり、2013年（平成25年）の名古屋めし総選挙では準グランプリを受賞した。

## 店舗
直営店のみ記載。
- 麺屋はなび高畑本店（愛知県名古屋市中川区）
- 麺屋はなび桑名店（三重県桑名市）
- 麺屋はなび弥富店（愛知県弥富市）
- 麺屋はなび緑店（愛知県名古屋市緑区）
- 麺屋はなび新宿店（東京都新宿区）
- 麺屋はなび春日井店（愛知県春日井市）